# 清陵高校前停留場
清陵高校前停留場（日语：／ Seiryō Kōkō-mae teiryūjō */?）是隸屬於宇都宮輕軌的鐵路車站，座落於栃木縣宇都宮市，車站編號為10。
車站名稱是以旁邊的栃木縣立宇都宮清陵高等學校為命，不過月台所在位置其實更為接近作新学院大学，所以後來宇都宮市政府亦為本站加設了副站名，稱為「作新大・作新短大前」。

## 月台配置
本站採用相對式側式月台設計，出入口採用無障礙斜度設計。設有兩個長約30米、全上蓋式及透明背板的側式月台，月台上各自裝設了供現金客利用的整理劵機及可摺式候車座椅。
| 月台 | 路線              | 方向 | 目的地                                   | 備註 |
| ---- | ----------------- | ---- | ---------------------------------------- | ---- |
| 1    | ■宇都宮芳賀輕軌線 | 下行 | Green Stadium前、芳賀·高根澤工業團地方向 |      |
| 2    | ■宇都宮芳賀輕軌線 | 上行 | 平石、宇都宮站東口方向                   |      |

## 歷史
- 2021年4月23日：公佈站名[4]。
- 2023年8月26日：正式營運[2][3]。

## 相鄰車站
宇都宮輕軌
■宇都宮芳賀輕軌線
快速（下行）
平石 (07) → 清陵高校前 (10) → 清原地區市民中心前 (11)
普通
飛山城跡 (09) — 清陵高校前 (10) — 清原地區市民中心前 (11)

## 外部連結
- 宇都宮輕軌清陵高校前停留場網頁 （页面存档备份，存于）